# Дијар Мудар
Дијар Мудар ("пребивалиште Мудар") је средњовековни арапски назив најзападније од три провинције Џазире (Горња Месопотамија), а друге две су се звале Дијар Бакр и Дијар Раби'а. Према Ел Баладурију, све три покрајине су именоване након што је главна арапска племена тамо настанило Му'авија I током муслиманских освајања у 7. Веку по којима су провинције и добиле имена. Дијар Мудар је населило племе Мудар.
Дииар Мудар обухвата регион на обе обале средњег тока реке Еуфрат, од подручја Самосате до града Анах, а обухвата и подручје реке Балих и доње крајеве реке Хабур. Његови главни градови били су Рака на југу и Едеса (Ел-Руха на арапском) на северу, а други велики градови били су Харан и Саруч. Географски и политички, током раног исламског периода Дијар Мудар је углавном био део Џазире. Средином 10. века, регион је био под контролом Хамданида, а под Сајф ел Давлом био је независан од Џазире и хамданида из Мосула и подређен северном сиријском Емиру у Алепу. У истом периоду, регија се наишло на удару опорављене Византије.
После губитка контроле над подручјем од стране Хамданидима, Дијар Мудар и његови градови дошли су под контролу Бану Нумаир-а, док је Ватаб ибн Џа'бар ел Нумаири постао аутономни гувернер Харана до 1002. године, док је Едеса освојена под вођством Византијског генерала Ђорђа Манијака 1032. године. Након тога регион је постао подељен на северни део који је највише био насељен хришћанима, и подложан јерменској колонизацији, док је подручјем од Харана до Еуфрата доминирала арапска номадска племена. Сеџучки упади су почели 1060-их и 1070-их, али није било све до 1086. године када је Сеџучки султан Малик шах I уништио покрајину под својом контролом. Долазак крсташапоново је успоставио поделу између крсташког севера (Грофовија Едеса) и муслиманског југа, који је трајао до средине 12. века. Ајубиди су преузели контролу над регијоном под Саладином и задржали га до Монголског освајања 1260.